# Wonderbra

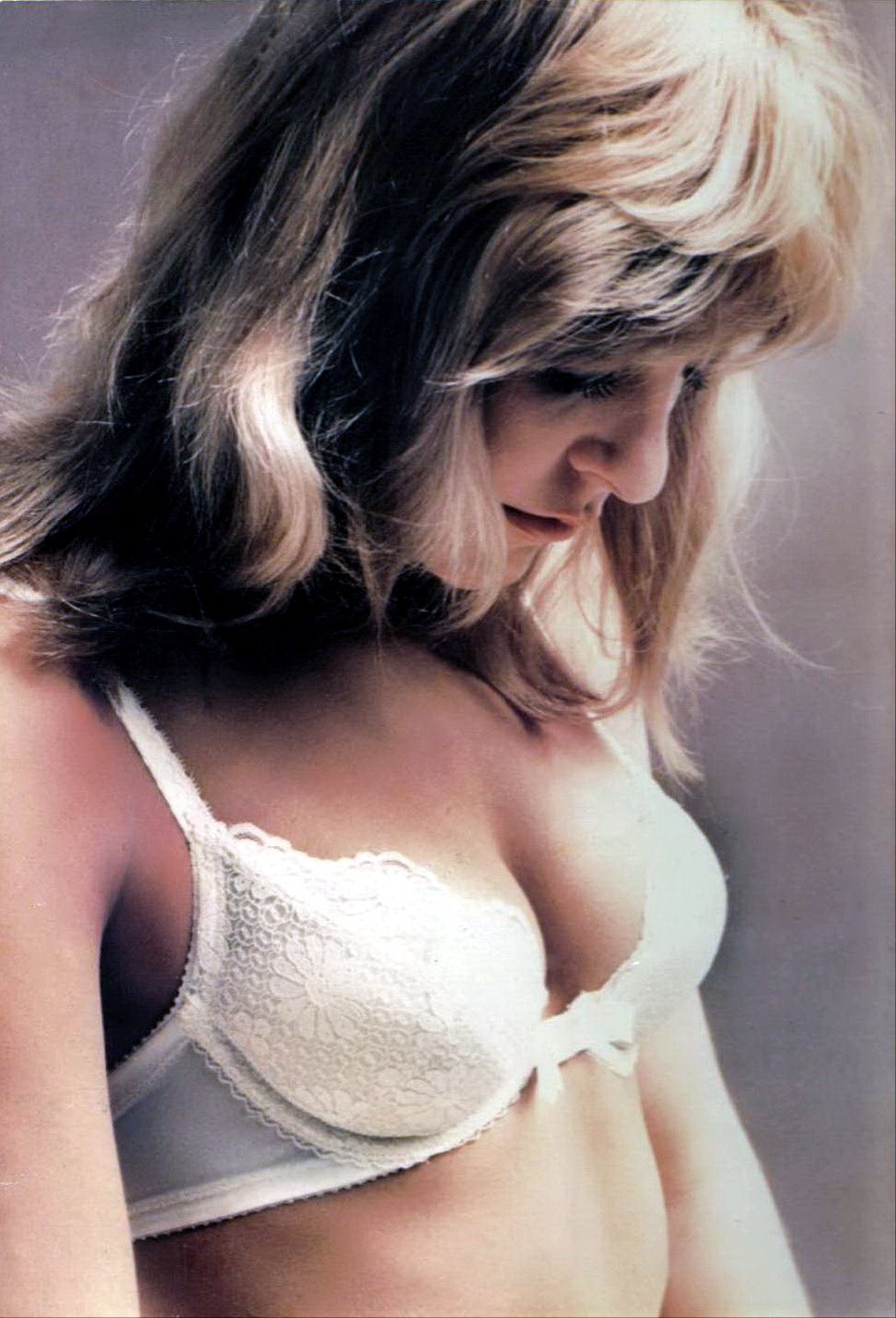
Um Wonderbra canadense modelo mergulho, sutiã realçador de cerca de 1975.

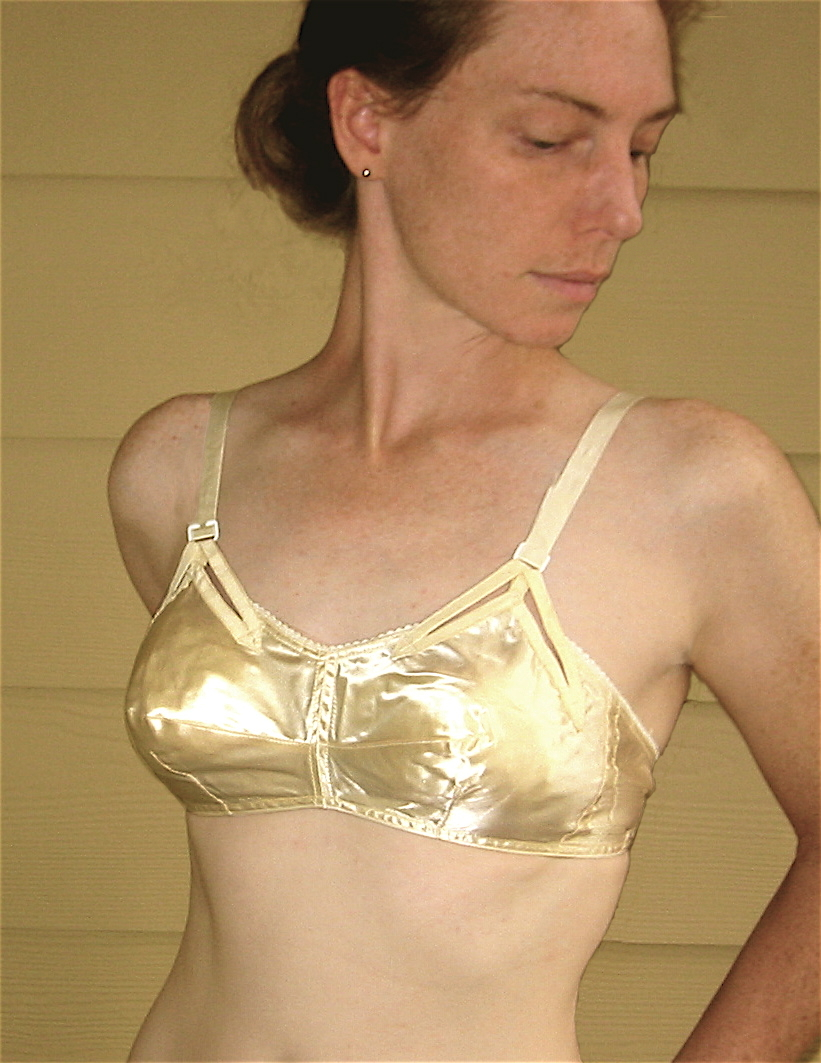
A modelo está vestindo uma versão rara da década de 1950 do desenho original do Wonderbra.

O Wonderbra (sutiã maravilhoso em português) é um tipo de sutiã realçador com aro que ganhou proeminência mundial na década de 1990. Embora o nome Wonderbra tenha sido registrado nos Estados Unidos em 1955, a marca foi desenvolvida no Canadá. Moses (Moe) Nadler, fundador e proprietário majoritário da empresa canadense Canadian Lady Corset Company, obteve a licença para a marca no mercado canadense em 1939. Na década de 1960 a marca Canadian Lady tornou-se conhecida como "a companhia do Wonderbra". Em 1961, a empresa lançou o modelo mergulho 1300 realçador. Este sutiã tornou-se um dos estilos canadenses mais vendidos e é praticamente idêntico ao Wonderbra atual.
Em 1968 a Canadian Lady mudou o seu nome para Canadian Lady-Canadelle Incorporated, e foi vendida à Consolidated Foods (agora conhecida como Sara Lee Corporation), tornando-se posteriormente a Canadelle Inc. Durante a década de 1970 o Wonderbra foi reposicionado como sendo a marca mais sexy e elegante da empresa, e tornou-se líder no mercado canadense.
Em 1991 o Wonderbra realçador tornou-se uma sensação no Reino Unido, apesar de ter sido vendido lá desde 1964 sob licença da divisão Gossard da empresa Courtald Textiles. A Sara Lee Corporation não renovou a licença de Gossard e redesenhou o estilo realçador para a reintrodução da Wonderbra para o mercado dos Estados Unidos em 1994.
Desde 1994, o Wonderbra expandiu-se de um desenho simples realçador a uma grife de moda com uma gama completa de vários tipos de lingerie em grande parte do mundo. Na maioria dos países, a marca enfatiza o sex-appeal. No entanto, em seu país nativo, o Canadá, a marca agora enfatiza as qualidades funcionais de seus produtos - uma saída da estratégia que fez o Wonderbra um dos modelos mais vendidos da década de 1970.